# 王建軍 (吉林)
王建軍 ，男，中共黨員、中國大陸軍事、政治人物，中國人民解放軍陸军軍官。

## 生平
中國人民解放軍少將、歷任吉林省军区副司令员、省征兵工作领导小组副组长兼第十三屆吉林省大人常委丶天津警備區副司令員等職務。

  